# Chiasmocleis mantiqueira
Espèce
Statut de conservation UICN

 DD  : Données insuffisantes
Chiasmocleis mantiqueira est une espèce d'amphibiens de la famille des Microhylidae.

## Répartition
Cette espèce est endémique de la serra da Mantiqueira dans l'État du Minas Gerais au Brésil. Elle se rencontre vers 1 230 m d'altitude,.

## Description
Chiasmocleis mantiqueira mesure de 15 à 18 mm pour les mâles et de 20 à 23 mm pour les femelles. Son dos est brun rougeâtre sombre avec des points blancs répartis irrégulièrement et présente une ligne longitudinale blanche. Son ventre est blanc avec des taches irrégulières brunes.

## Étymologie
Son nom d'espèce, mantiqueira, lui a été donné en référence à la serra da Mantiqueira où elle a été découverte.

## Publication originale
- Cruz, Feio & Cassini, 2007 : Nova Espécie de Chiasmocleis Méhelÿ, 1904 (Amphibia, Anura, Microhylidae) da Serra da Mantiqueira, Estado de Minas Gerais, Brasil. Arquivos do Museu Nacional, Rio de Janeiro, vol. 65, no 1, p. 33-38 (texte intégral).